# Desmarestiaceae
Famille
Les Desmarestiaceae sont une famille d’algues brunes de l’ordre des Desmarestiales. 

## Étymologie
Le nom vient du genre type Desmarestia nommé en l'honneur d’Anselme Gaëtan Desmarest, zoologiste français du XIXe siècle.

## Liste des genres
Selon AlgaeBase (22 août 2017) et World Register of Marine Species (22 août 2017) :
- Desmarestia J.V.Lamouroux, 1813
- Himantothallus Skottsberg, 1907
- Phaeurus Skottsberg, 1907

Selon ITIS (22 août 2017) :
- genre Desmarestia